# 상도3동마을버스
상도3동마을버스(上道三洞―)는 서울특별시 동작구의 마을버스 회사이다. 본사는 서울특별시 동작구 성대로6가길 152 (상도동)에 있다.

## 운행 노선
- ● 동작02번: 사자암 ↔ 노량진역 (구 동작마을 2번)
- ● 동작11번: 사자암 ↔ 노량진역 (구 동작마을 2-1번)
- ● 동작19번: 사자암 ↔ 동작우체국

## 회사소개
상도3동과 국사봉 지역의 고지대가 주 운행지역인 회사이다.

## 보유차량
전 차량이 카운티 뉴 브리즈와 E-에어로타운으로 구성되어 있다.